# Renault Mégane
Renault Mégane er en siden starten af 1996 af den franske bilfabrikant Renault bygget lille mellemklassebil. Bilen er efterfølger for Renault 19 og er i dag i fjerde generation.
Betegnelsen Mégane havde allerede været benyttet én gang før til en prototype fra Renault fra 1988. Den benyttes også til den batteridrevne konceptbil Mégane eVision fra 2020.

## De enkelte generationer
- Renault Mégane I
1996−2003
- Renault Mégane II
2002−2009
- Renault Mégane III
2008−2016
- Renault Mégane IV
2016−